# مولینارا
مولینارا (به ایتالیایی: Molinara) یک کومونه در ایتالیا است که در استان بنونتو واقع شده‌است.

## خصوصیات
مولینارا ۲۴٫۱ کیلومترمربع مساحت و ۱٬۹۰۷ نفر جمعیت دارد و ۵۸۲ متر بالاتر از سطح دریا واقع شده‌است.